# Herrarnas fyrmanna i bob vid olympiska vinterspelen 1992
Herrarnas fyrmannabobåkning i vinter-OS 1992 ägde rum i Albertville, Frankrike den 22 februari 1992. 

## Medaljörer
| Gren             | Guld                                                                  | Silver                                                         | Brons                                                               |
| Herrar, fyrmanna | Österrike Ingo Appelt Harald Winkler Gerhard Haidacher Thomas Schroll | Tyskland Wolfgang Hoppe Bogdan Musiol Axel Kühn René Hannemann | Schweiz Gustav Weder Donat Acklin Lorenz Schindelholz Curdin Morell |

## Resultat
| Placering | Land                     | Idrottare                                                                    | Tid     |
| Guld      | Österrike                | Ingo Appelt, Harald Winkler, Gerhard Haidacher, Thomas Schroll               | 3:53.90 |
| Silver    | Tyskland                 | Wolfgang Hoppe, Bogdan Musiol, Axel Kühn, René Hannemann                     | 3:53.92 |
| Brons     | Schweiz                  | Gustav Weder, Donat Acklin, Lorenz Schindelholz, Curdin Morell               | 3:54.13 |
| 4         | Kanada                   | Chris Lori, Ken Leblanc, Cal Langford, David MacEachern                      | 3:54.24 |
| 5         | Schweiz                  | Christian Meili, Bruno Gerber, Christian Reich, Gerold Löffler               | 3:54.38 |
| 6         | Tyskland                 | Harald Czudaj, Tino Bonk, Axel Jang, Alexander Szelig                        | 3:54.42 |
| 7         | Storbritannien           | Mark Tout, George Farrell, Paul Field, Lenox Paul                            | 3:54.89 |
| 8         | Frankrike                | Christophe Flacher, Claude Dasse, Thierry Tribondeau, Gabriel Fourmigue      | 3:54.91 |
| 9         | USA                      | Randy Will, Joe Sawyer, Karlos Kirby, Chris Coleman                          | 3:54.92 |
| 10        | Österrike                | Gerhard Rainer, Thomas Bachler, Carsten Nentwig, Martin Schützenauer         | 3:55.01 |
| 11        | USA                      | Charles Leonowicz, Robert Weissenfels, Bryan Leturgez, Jeff Woodard          | 3:55.23 |
| 12        | Italien                  | Pasquale Gesuito, Antonio Tartaglia, Paolo Canedi, Stefano Ticci             | 3:55.88 |
| 13        | Storbritannien           | Nick Phipps, Edd Horler, Colin Rattigan, David Armstrong                     | 3:55.91 |
| 14        | Lettland                 | Sandis Prūsis, Juris Tone, Ivars Bērzups, Adris Plūksna                      | 3:55.92 |
| 15        | Italien                  | Günther Huber, Marco Andreatta, Thomas Rottensteiner, Marcantonio Stiffi     | 3:55.98 |
| 16        | Lettland                 | Zintis Ekmanis, Aldis Intlers, Boriss Artemjevs, Otomārs Rihters             | 3:56.72 |
| 17        | Japan                    | Toshio Wakita, Ryoji Yamazaki, Fuminori Tsushima, Naomi Takewaki             | 3:57.24 |
| 18        | Frankrike                | Bruno Mingeon, Stéphane Poirot, Didier Stil, Dominique Klinnik               | 3:57.41 |
| 19        | OSS                      | Oleg Suchorutjenko, Oleksandr Bortiuk, Vladimir Ljubovitsky, Andrej Gorochov | 3:57.43 |
| 20        | Rumänien                 | Paul Neagu, Laszlo Hodos, Laurenţiu Budur, Costel Petrariu                   | 3:57.44 |
| 21        | Tjeckoslovakien          | Jiří Dzmura, Pavel Puškár, Karel Dostál, Roman Hrabaň                        | 3:58.55 |
| 22        | OSS                      | Tsvetozar Viktorov, Dimitar Dimitrov, Jordan Ivanov, Valentin Atanasov       | 4:00.59 |
| 23        | OSS                      | Vladimir Jefimov, Oleg Petrov, Sergej Kruglov, Aleksandr Pasjkov             | 4:00.59 |
| 24        | Jugoslavien              | Zdravko Stojnić, Dragiša Jovanović, Miro Pandurević, Ognjen Sokolović        | 4:01.30 |
| 25        | Jamaica                  | Dudley Stokes, Ricky McIntosh, Michael White, Chris Stokes                   | 4:01.37 |
| 26        | Kinesiska Taipei         | Chen Chin-San, Chen Chin-Sen, Hsu Kuo-Jung, Chang Min-Jung                   | 4:01.94 |
| 27        | Monaco                   | Alberto II di Monaco, Gilbert Bessi, Michel Vatrican, David Tomatis          | 4:02.63 |
| 28        | Mexiko                   | Luis Adrián Tamés, Ricardo Rodríguez, Francisco Negrete, Carlos Casar        | 4:05.14 |
| 29        | Amerikanska Jungfruöarna | Sven Petersen, Michael Juhlin, James Withey, Paul Zar                        | 4:10.35 |
| -         | Amerikanska Jungfruöarna | Daniel Burgner, Ernest Mathias, David Entwistle, Bill Neill                  | DNF     |
| -         | Kanada                   | Dennis Marineau, Chris Farstad, Jack Pyc, Sheridon Baptiste                  | DNF     |